# IC 4575
IC 4575 — галактика типу Sa (спіральна галактика) у сузір'ї Змія.
Цей об'єкт міститься в оригінальній редакції індексного каталогу.